# Azovskij rajon
L'Azovskij rajon, in russo Азовский район?, è un rajon dell'Oblast' di Rostov, nella Russia europea. Istituito nel 1924, il capoluogo è Azov.